# Citizenfour
Pour plus de détails, voir Fiche technique et Distribution.
Citizenfour est un film documentaire réalisé par Laura Poitras, sorti en 2014. Il traite des révélations d'Edward Snowden sur le scandale d'espionnage mondial de la NSA.
Il s'agit du troisième volet de la trilogie sur l'Amérique post-11 septembre réalisée par Laura Poitras. En 2006, elle dénonçait les excès de la guerre anti-terroriste dans My Country, My Country, qui traite de la guerre d'Irak menée par les États-Unis, ; en 2010, le second volet intitulé The Oath, s'intéressait à la base navale de la baie de Guantánamo,.
Présenté en avant-première au festival du film de New York 2014, Citizenfour a par la suite remporté de nombreuses récompenses, dont le BAFTA et l'Oscar du meilleur film documentaire.

## Synopsis
Citizenfour traite de la surveillance mondiale généralisée et retrace l'histoire d'Edward Snowden de Hong Kong à Moscou,,.
En janvier 2013, Laura Poitras a reçu pour la première fois un e-mail anonyme signé « Citizen Four », le nom de code que s'était donné Snowden,. Il y explique qu'il propose de rendre publique une grande quantité d'informations sur les pratiques de surveillance illégales de la NSA et d'autres agences de renseignement. Poitras travaillait déjà sur un film traitant des programmes d'écoutes américains à la suite des attaques du 11 septembre.
Avec le journaliste d'investigation Glenn Greenwald et un reporter du Guardian, Ewen MacAskill, elle se rend à Hong Kong pour filmer la rencontre avec le lanceur d'alerte qui se révèle être Edward Snowden. Ils se rencontrent plusieurs fois sur une période de huit jours dans une chambre de l'hôtel Mira à Hong Kong.

## Fiche technique
- Titre : Citizenfour
- Réalisation : Laura Poitras
- Production : Laura Poitras, Mathilde Bonnefoy et Dirk Wilutzky
  - Coproduction : Steven Soderbergh
- Photographie : Kirsten Johnson, Katy Scoggin et Trevor Paglen
- Montage : Mathilde Bonnefoy
- Genre : documentaire
- Langue : anglais, portugais
- Durée : 114 minutes
- Pays de production : États-Unis, Allemagne
- Dates de sortie :
  - États-Unis : 10 octobre 2014 (Festival du film de New York 2014) ; 10 octobre 2014 (sortie nationale)
  - Allemagne : 27 octobre 2014 (Festival international du film documentaire et du film d'animation de Leipzig) ; 6 novembre 2014 (sortie nationale)
  - France : 4 mars 2015
- Licence : domaine public (CC-0)[9]

## Distribution
- Edward Snowden
- Glenn Greenwald
- William Binney
- Jacob Appelbaum
- Ewen MacAskill
- Julian Assange
- Ladar Levison (en)
- Laura Poitras
- Jeremy Scahill

## Production

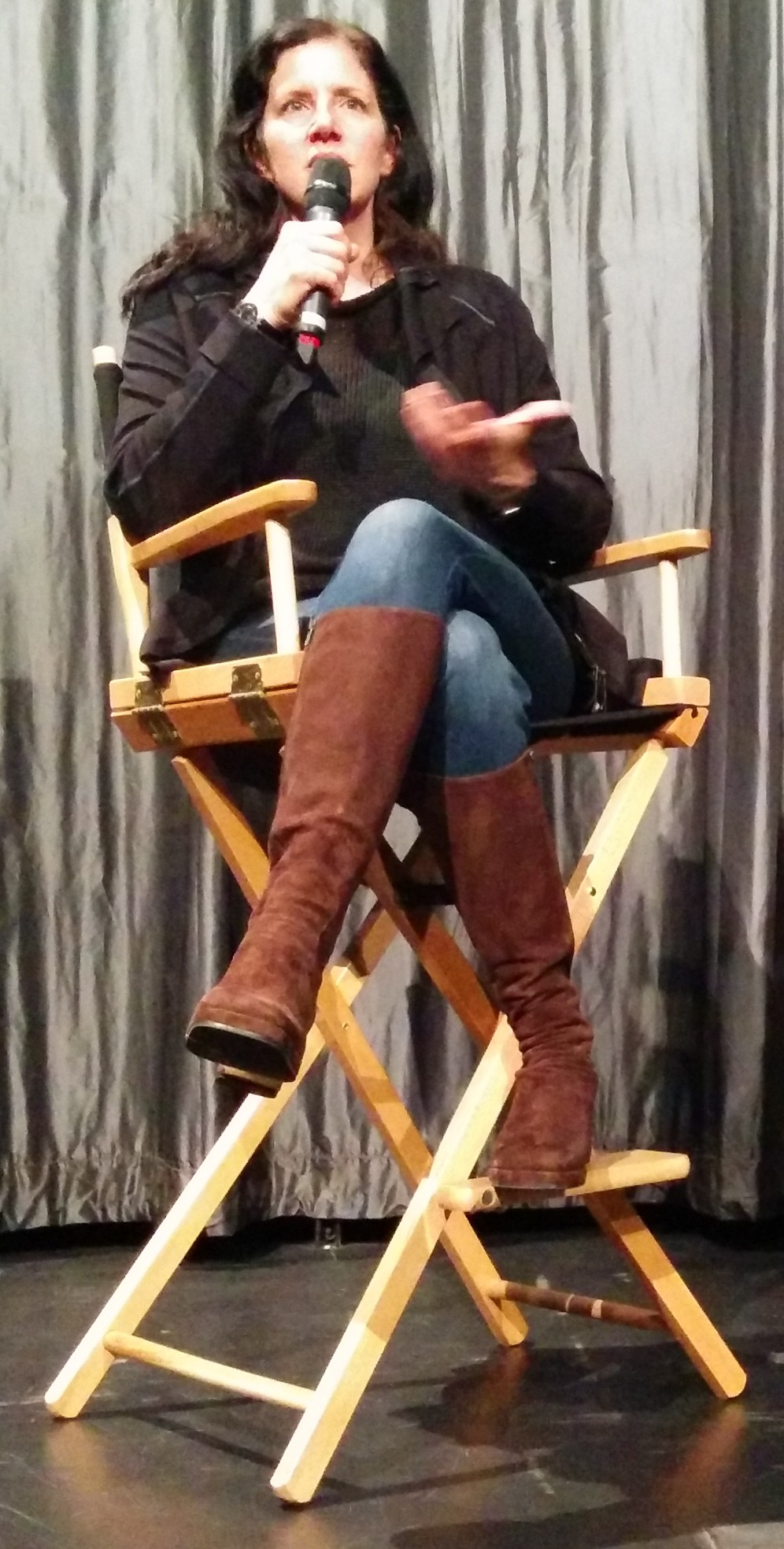
Laura Poitras, la réalisatrice.

En 2012, Poitras avait déjà commencé à travailler sur le troisième et dernier film de sa trilogie du 11 septembre. Le film devait se concentrer sur la surveillance nationale, et elle avait alors prévu d'interviewer Julian Assange, Glenn Greenwald, William Binney et Jacob Appelbaum. Elle est contactée par Snowden en janvier 2013 après qu'il a été incapable d'établir un moyen de communication sécurisé avec Greenwald,. Poitras part pour Hong Kong en mai 2013, où elle filme Snowden retranché dans sa chambre d'hôtel pendant huit jours. Par la suite, elle se rend à Moscou où elle enregistre une seconde interview avec Snowden.
Poitras a dû prendre d'importantes mesures de sécurité afin de pouvoir réaliser son film. Comme elle l'explique dans le film, elle a déménagé à Berlin après avoir été à de nombreuses reprises interrogée par les agents des douanes américaines à chaque fois qu'elle passait la frontière. Elle a monté le film en Allemagne directement après son retour de Hong Kong pour s'assurer que le FBI ne puisse pas se procurer les rushes ; elle a chiffré les vidéos du film sur des disques durs grâce à plusieurs niveaux de protection. L'ordinateur qu'elle a utilisé pour lire des documents sensibles est séparé d'Internet par un air gap.
Dans un de ses premiers e-mails, Snowden explique qu'il a contacté Laura Poitras après avoir remarqué qu'elle était surveillée par la NSA :

« À l'heure actuelle, sachez que chaque frontière que vous traversez, chaque achat que vous faites, chaque numéro que vous composez, chaque antenne relais que vous passez, chaque ami que vous contactez, chaque site que vous consultez et mot que vous tapez dans les moteurs de recherche est entre les mains d'un système dont la portée est illimitée mais dont les barrières n'existent pas. »

— Edward Snowden, alias « Citizen Four »

## Accueil
Citizenfour a reçu des critiques essentiellement positives. Il affiche 98 % de critiques positives sur l'agrégateur Rotten Tomatoes, avec un score de 8,3⁄10 sur 124 critiques. Metacritic recense 88 / 100 critiques positives, d'après 38 critiques.
Variety écrit dans sa critique que « même en étant familier de l'histoire du lanceur d'alerte Edward Snowden [...], rien ne pouvait préparer le public à l'impact de l'extraordinaire film documentaire de Laura Poitras. Loin de reconstituer ou d'analyser un fait accompli, le film enregistre laconiquement le processus en temps réel [...] où Snowden et Greenwald planifient comment et où ils allaient dévoiler la bombe qui a fait trembler le monde. En adaptant le langage froid du cryptage de données pour raconter la saga dramatique d'un abus de pouvoir généralisé et de la paranoïa justifiée qui en a découlé, Poitras a brillamment démontré que l'information est une arme à double tranchant,. » Richard Corliss, du Time écrit que « le film de Poitras marche encore mieux qu'un film d'horreur – parfait pour cette semaine d'Halloween. »

## Distinctions

### Récompenses
- Boston Society of Film Critics Awards 2014 : meilleur film documentaire
- Dallas-Fort Worth Film Critics Association Awards 2014 : meilleur film documentaire
- Detroit Film Critics Society Awards 2014 : meilleur film documentaire
- Gotham Awards 2014 : meilleur film documentaire
- Kansas City Film Critics Circle Awards 2014 : meilleur film documentaire
- IDA Awards 2014 : meilleur film documentaire
- Los Angeles Film Critics Association Awards 2014 : meilleur film documentaire
- New York Film Critics Circle Awards 2014 : meilleur film documentaire
- Rencontres internationales du documentaire de Montréal 2014 : prix du public
- St. Louis Film Critics Association Awards 2014 : meilleur film documentaire
- San Diego Film Critics Society Awards 2014 : meilleur film documentaire
- Satellite Awards 2014 : meilleur film documentaire

- British Academy Film Awards 2015 : meilleur film documentaire
- Directors Guild of America Awards 2015 : meilleur réalisateur de film documentaire pour Laura Poitras
- National Society of Film Critics Awards 2015 : meilleur film documentaire (1re place)
- Oscars du cinéma 2015 : meilleur film documentaire

### Nominations
- Toronto Film Critics Association Awards 2014 : meilleur film documentaire
- Critics' Choice Movie Awards 2015 : meilleur film documentaire
- Film Independent's Spirit Awards 2015 : meilleur film documentaire
- Vancouver Film Critics Circle Awards 2015 : meilleur film documentaire

## Controverse
En décembre 2014, un ancien officier de la Navy et cadre dans le milieu du pétrole, Horace Edwards, habitant dans le Kansas, a porté plainte contre les producteurs du film « au nom du peuple américain » pour avoir aidé et incité à la diffusion des révélations de Snowden. The Hollywood Reporter, après une analyse juridique, a noté qu'Edwards pouvait ne pas avoir la légitimité de poursuivre sa plainte. Edwards a également remis en cause la nomination du film aux Oscars prétextant que l'extrait filmé par Laura Poitras en 2013 où Snowden décline son identité et diffusé à travers le monde constituait une première projection de son film, le rendant inéligible d'après la réglementation des Oscars. L'Académie a rejeté la plainte, expliquant que « l'interview du Guardian apparaît moins de deux minutes dans le documentaire. »